# Uskrsnuće Isusa Krista
Uskrsnuće Isusa Krista, u kršćanstvu, temeljna je vjerska istina, da je Bog Isusa treći dan uskrisio od mrtvih odnosno da je Isus umro i uskrsnuo (1 Sol 4,14).
U Novom zavjetu Pavao prvi svjedoči, da Raspeti nije ostao u smrti, nego da se nakon svog usksnuća trećeg dana (1 Kor 15,4) u različitim viđenjima ukazao svjedocima uskrsnuća. Evanđelja izvješćuju o ukazanjima uskrslog Isusa, ali i o praznom grobu (Mk 16,1-8). U užem smislu riječi Isusova ukazanja učenicima imaju povijesno, a izvješća o praznom grobu imaju više apologetsko značenje. Među svjedoke Isusova uskrsnuća Novi zavjet ponajprije ubraja apostole (Dj 1,22), među kojima su također skeptik Jakov, rođak Isusov, i nekadašnji Isusov protivnik Pavao (1 Kor 15,7), tako da se vjera u uskrsnuće Isusovo ne može tumačiti kao zamisao Isusovih učenika.
Iz Isusova uskrsnuća kršćani izvode i svoje vlastito uskrsnuće. Uskrsnuće Isusovo sastavni je dio vjeroispovijesti svih kršćanskih konfesija, te je postalo središnjim dijelom svih drevnih simbola vjere (vidi: Nicejsko vjerovanje, Nicejsko-carigradsko vjerovanje). Liberalne usmjerbe od Prosvjetiteljstva nadalje tumače uskrsnuće Isusovo na racionalan način, pokušavajući temeljnu kršćansku dogmu učiniti "prihvatljivijom" svjetovno orijentiranomu zapadnom društvu.

### Apostol Pavao
Najraniji pisani zapisi Isusove muke, smrti i uskrsnuća, potječu iz poslanica apostola Pavla, koje je napisao oko dva desetljeća, nakon Isusova uskrsnuća. U njima se vidi vjerovanje prvih kršćana. U Prvoj poslanici Korinćanima sv. Pavao piše: "Doista, predadoh vam ponajprije što i primih: Krist umrije za grijehe naše po Pismima; bi pokopan i uskrišen treći dan po Pismima; ukaza se Kefi, zatim dvanaestorici" (1 Kor 15, 3-5). Pišući Drugu poslanicu Timoteju, svome vjernom suradniku, apostol Pavao ga potiče, da čuva pravovjerje: "Spominji se Isusa Krista, uskrsla od mrtvih, od potomstva Davidova - po mojem evanđelju" (2 Tim 2, 8).

### Evanđelja
Prema Evanđeljima, Isus je uskrsnuo od mrtvih i slavno izišao iz groba treći dan, nakon pribijanja na križ. Evanđelje po Mateju navodi, da se anđeo pojavio kraj Isusova prazna groba i objavio Isusovo uskrsnuće pobožnim ženama Mariji Magdaleni i drugoj Mariji, koje su u osvit došle pogledati grob. Žurno su trčale javiti Isusovim učenicima, a putem su srele Isusa (Mt 28, 1-10). Prema Evanđelju po Luki, dva čovjeka u blistavoj odjeći (anđeli), rekoše pobožnim ženama, koje su došle na grob: "Što tražite Živoga među mrtvima? Nije ovdje, nego uskrsnu! " (Lk 24, 5-6). U Evanđelju po Marku, mladić zaogrnut bijelom haljinom poručio je pobožnim ženama, da je Isus uskrsnuo i da jave učenicima i Petru. U nastavku, sv. Marko piše, da se uskrsli Isus prvo ukazao Mariji Magdaleni, koja je to javila učenicima (Mk 16, 5-11). Prema Evanđelju po Ivanu, Marija Magdalena našla je prazan grob i javila to Petru i Ivanu (koji za sebe piše: učenik, kojeg je Isus ljubio). Ivan je prvi došao do groba, ali je iz poštovanja prema Petru, sačekao i pustio njega, da prvi uđe u prazan grob, gdje su našli povoje i ubrus, koji je bio na Isusovoj glavi. Povjeravali su i vratili se kući, a Marija Magdalena je vani stajala kraj groba. Ukazao joj se Isus i prenio vijest za učenike (Iv 20, 1-17).
U sva četiri Evanđelja, pokušava se na slikovit način izraziti iskustvo, koje su Isusovi učenici imali u susretu sa svojom vjerom. Prisustvo jednoga ili dvojice anđela, kao i pri Isusovu rođenju, podjeća na to, da se u tim prilikama objavljuje Bog na Zemlji.
U Djelima apostolskim piše, da se Isus pojavljivao na različitim mjestima raličitim ljudima u četrdeset dana nakon uskrsnuća. Istoga dana, kada je Isus uskrsnuo, dvojica njegovih učenika, išla su u Emaus, gradić sjeverno od Jeruzalema. Dok su razgovarali, pridružio im se Isus, a oni ga nisu prepoznali. Makar su bili pobožni, nisu razumjeli otajstva Isusove muke i uskrsnuća. Isus im je objasnio, što se dogodilo. Prepoznali su ga tek u Emausu za vrijeme objeda, dok je Isus lomio kruh (Lk 13, 35). Prema Evanđelju po Ivanu, Isus se ukazao svojim učenicima uvečer nakon uskrsnuća (Iv 20, 19). Pri tome je rekao apostolima, da svim narodima propovijedaju Evanđelje. 
Prema Djelima apostolskim, Savao (Pavao) iz Tarza, oslijepio je na putu u Damask, kamo je išao progoniti kršćane. Oslijepio je od svjetlosti s neba (munje) i čuo je Isusov glas: "Ja sam Isus, kojeg ti progoniš. Nego ustani, uđi u grad i reći će ti se što ti je činiti." (Dj 95, 6). Pavao se obratio i gorljivo navješćivao Evanđelje po tada poznatom svijetu. 

### Crkveni oci
Crkveni oci raspravljali su o muci, smrti i uskrsnuću Isusa Krista. To su bili sv. Ignacije Antiohijski (* 35. ili 50. – † oko 98. – 115.), sv. Polikarp (* 69. – † 155.), sv. Justin Mučenik (* 100. ili 110. – † oko 164.) i dr.

### Nekršćanski izvori
Josip Flavije (* 37. – † 100.) židovski i rimski građanin i povjesničar, napisao je djelo "Hebrejske starine" u kojem spominje smrt i uskrsnuće Isusa: " Kada je Poncije Pilat, po optužbi židovskih vjerskih vođa, osudio Isusa na razapinjanje, oni koji su ga voljeli, nisu ga prestali slijediti, ukazao im se treći dan, ponovno živjeći, kako su Božji proroci prorokovali, usporedno s velikim brojem drugih veličanstvenih stvari vezanih uz njega." Josip Flavije nije bio kršćanin, služio je Rimljanima.

## Slijed događaja

### Proroštva
Stotine godina prije Isusova rođenja, starozavjetni proroci prorokovali su, da će doći obećani Mesija. Sagriješili su prvi ljudi Adam i Eva. Bog nije ljude prepustio vlasti smrti, nego je na otajstven način objavio pobjedu nad zlom i čovjekovo uzdignuće iz pada (Post 3,15). To je prvi navještaj Mesije Otkupitelja. Prorok Izaija obznanjuje, da će se roditi Mesija: «Evo, začet će djevica i roditi sina, i nadjenut će mu ime Emanuel (S nama Bog) (Iz 7, 14). Kršćani vjeruju, da su se u Isusu ispunila Izaijina proroštva. Za kršćane je Isus - Mesija, Božji pomazanik. Židovi ne vjeruju, da je Isus ispunio proroštva. Isusovo djelovanje, koje uključuje njegovu muku, smrt, uskrsnuće i proslavljenje, u središtu je kršćanske vjere, jer se spasenjski Božji naum ispunio jednom za svagda otkupiteljskom smrću njegova Sina Isusa Krista.

### Polaganje u grob
Sva četiri Evanđelja navode, da je uvečer nakon razapinjanja na križ, Josip iz Arimateje pitao Poncija Pilata, da dozvoli pokop Isusova tijela. Pilat je dozvolio i Josip iz Arimateje zatim ga skinu, povi u platno i položi u grob isklesan u koji još ne bijaše nitko pokiopan (Lk 23, 53). To je bilo prema zakonu, koji je zapovijedao, da osoba obješena na drvo ne smije tamo ostati preko noći, nego mora biti pokopana prije zalaska Sunca. Po Mateju i Ivanu, Josip iz Arimateje, također je bio Isusov učenik. Marko piše, da je Josip ugledan vijećnik, koji također iščekivaše kraljevstvo Božje. Marko navodi, da se prilikom Josipova traženja Isusova tijela, Poncije Pilat začudio, da je Isus već umro i pozvao je satnika, da ga pita, da li je već odavno umro. U Ivanovu Evanđelju, Josipu iz Arimateje, pomagao je i Nikodem, koji je donio smjesu smirne i aloja. Zajedno su povili Isusovo tijelo u povoje s miomirisima, što je bio židovski običaj kod ukopa.
Sinoptička Evađelja (Matejevo, Markovo i Lukino) pišu, da se ukop dogodio u dan Priprave, što je dan prije subote. Grob je bio nov i u njega još nitko nije bio ukopan, a pripadao je Josipu iz Arimateje. Ivan je napisao, da je grob u vrtu blizu mjesta razapinjanja. 
Žene su bile prisutne prilikom polaganja u grob, za koje Matej piše da su bile "Marija Magdalena i druga Marija", a Marko da su bile "Marija Magdalena i Marija, majka Isusova". Luka jednostavno piše, da su bile žene, koje su došle s njim iz Galileje. Po Evanđelju po Mateju, veliki svećenici i farizeji su od Poncija Pilata tražili, da osigura grob, jer su se bojali, da Isusovi učenici ne ukradu tijelo i ne počnu tvrditi, da je uskrsnuo od mrtvih. Reče im Pilat: "Imate stražu! Idite i osigurajte grob kako znate!" (Mt 27, 65). To su i učinili, zapečatili su grob i postavili stražu.

### Isusovo uskrsnuće
Čin uskrsnuća Isusa Krista od mrtvih nije opisan ni u jednom od Evanđelja. Prvi znak uskrsnuća je jednostavno grob, kojeg su pobožne žene našle praznoga – što se naziva najznačajnijom afirmacijom žena u Novom zavjetu.
Neki skeptici su tvrdili, da je Isusovo tijelo bilo pokopano na drugo mjesto ili ukradeno.
Sv. Petar u govorima na Duhove i poslije, ističe da je Bog Isusa, kojega su židovski poglavari razapeli, uskrisio (Dj 2,4-32; 3,15; 4,10; 5,30; 10,40). Prema Evanđelju po Marku (Mk 16,6) također više odgovara, da je Bog Isusa uskrsio, nego da je Isus ustao od mrtvih svojom voljom. Rečenicom, da je Raspeti uskrsnuo moglo je završiti cijelo evanđelje, jer Isusovo uskrsnuće kao posljednji Božji zahvat, dalo je odgovor na pitanja događaja Isusove muke i na pitanje: "Bože moj, Bože moj, zašto si me ostavio?" Bog je dopustio, da Sin padne u ruke grešnih ljudi, zato što je Bog jači od smrti i jer je želio darovati svoj božanski besmrtni život onome koji je dao sve, čak i svoj život, vršeći Božju volju. Sve što je Isus objavio o ovom Bogu, potvrdio je događaj uskrsnuća.

### Znakovi uskrsnuća
U sva četiri Evanđelja javljaju se četiri znaka Isusova uskrsnuća: otkriće praznoga groba i posjet žena "prvoga dana u tjednu"; uskrsnuli Isus odlučio je prvo se pokazati ženama i rekao im je, da jave Petru i ostalim apostolima; ukazanje Mariji Magdaleni i činjenica, da je kamen odvaljen s groba. 
Evanđelisti se razlikuju po podacima: u koje vrijeme su žene posjetile grob, u broju i identitetu žena, svrsi njihova posjeta, o tome da li su im pred grobom, poruku prenijeli anđeli ili mladići, u porukama koje su dobile žene i u reakciji pobožnih žena. Premda ova četiri izvješća nisu ista, istraživanja iz područja psihologije i prava, pokazuju da čak i iskreni i pošteni svjedoci opisuju na različit način neke detalje istoga događaja, kojemu su prisustvovali.
Prema crkvenim piscima, razlike između četiri izvješća u Evanđeljima, uvelike eliminiraju mogućnost, da su evanđelisti pisali lažne činjenice. Naprotiv, pokazuju, da je svaki evanđelist istraživao događaje nezavisno od drugih.

### Uloga žena
Sva četiri Evanđelja izvještavaju, da su žene našle prazan Isusov grob. Prema evanđelistima Marku i Luki, Isusovo uskrsnuće prvo je objavljeno ženama, a prema Mateju i Ivanu, Isus se i ukazao prvo ženama (u Ivanovu Evanđelju Mariji Magdaleni). U to vrijeme, smatralo se, da žene nisu ovlaštene naučavati. Stoga je iznenađenje, da se uskrsnuli Isus prvo pokazao ženama i poslao ih, da jave Petru i drugim apostolima. U Evanđeljima, posebno sinoptičkima, žene imaju ključnu ulogu kao svjedokinje Isusove smrti, polaganja u grob i otkrića praznoga groba. Smatra se, da se time povećala vjerodostojnost svjedočanstva, jer bi se u židovskoj i grčko - rimskoj kulturi očekivalo, da svjedoci budu društveno priznati muškarci, a ne "neke ožalošćene žene". Britanski teolog C. H. Dodd tvrdi, da je Ivanovo Evanđelje autentično, jer nitko ne bi izmislio podatak, da se Isus prvo ukazao "slabo poznatoj ženi" Mariji Magdaleni. Premda su ponekad, ali jako rijetko Rimljani i Židovi uzimali žene za svjedoke.

### Iskustvo apostola
Evanđelist Luka piše u svom Evanđelju, kako je Petar potrčao na grob, u kojem je našao samo povoje. Vratio se kući, čudeći se što se dogodilo (Lk 24, 12). Ivan daje puno detaljniji opis događaja (Ivan 20, 2-10). Marija Magdalena javila je Petru i drugom učeniku, kojega je Isus ljubio (vjerojatno apostol Ivan), da je netko uzeo Gospodina iz groba. Dva apostola trčala su na grob. Onaj drugi učenik prvi je stigao, ali je iz poštovanja prema Petru pustio ga, da prvi uđe. Petar je pažljivo promatrao, a drugi je učenik odmah je povjerovao. Što je povjerovao, nije navedeno u Evanđelju. Potom su se vratili kući. U Evanđeljima po Marku i Mateju ne spominje se dolazak apostola na grob, već da je anđeo poručio pobožnim ženama, da jave učenicima, što se dogodilo.

### Ukazanja uskrsloga Isusa
Nakon otkrića praznoga groba, Evanđelja navode, da se uskrsli Isus više puta ukazao učenicima. Uvečer istoga dana, kada se Isus ukazao Mariji Magdaleni, ukazao se i učenicima, koji su se u strahu pred Židovima zatvorili u jednu sobu. Silno su se obradovali, kada su vidjeli Isusa. Pokazao im je ruke i bok. Toma apostol nije nazočio tome i nije vjerovao, da se Isus ukazao, dok se sam ne uvjeri i ne stavi svoj prst u mjesto čavala. I nakon osam dana, bili su prisutni svi apostoli, uključujući i Tomu. Isus je ušao kroz zatvorena vrata. Toma je povjerovao, makar evanđelist ne piše, da li je Toma stvarno dodirnuo Isusove rane. Učenici, koji su nakon Isusove smrti na križu postali preplašeni, nakon susreta s uskrslim Isusom, gorljivo su naviještali Evanđelje po tada poznatom svijetu.
Evanđelisti različito upisuju Isusovo ukazanje učenicima. Očito im nije bilo toliko stalo do preciznog opisa događaja, koliko do simboličnog izražavanja onoga u što vjeruju.
Dvojica učenika putovala su u Emaus. Putem im se ukazao Isus i s njima razgovarao, ali oni su ga prepoznali tek u Emausu kada je lomio kruh. Oba učenika su prostodušni i unatoč njihovoj gorljivoj pobožnosti, nisu u potpunosti shvatili Isusovu smrt i zašto se to trebalo dogoditi. Bila su im potrebna Isusova objašnjenja, kako bi shvatili bit događaja. 
Isus se ukazao učenicima i na Tiberijadskom jezeru, gdje su bili Petar, Toma, Nataniel iz Kane Galilejske, Zebedejevi i još dva njegova učenika. Lovili su ribu, ali nisu ništa ulovili. Kada je već svanulo, pojavio se Isus i nakon što su ponovno bacili mreže, nisu ih mogli izvući, koliko je puno bilo ribe. Nakon doručka, Isus je Petru dao prvenstveno u služenju i navijestio mu da će umrijeti proslavljajući Boga. (Iv 21, 1–19). 
U Djelima apostolskim, koje je napisao apostol Luka piše, da se Isus poslije svoje muke mnogim dokazima pokazao, da je živ, ukazivao se učenicima 40 dana i govorio im o kraljevstu Božjem (Dj 1,3). Četrdeseti dan nakon uskrsnuća, Krist uzlazi na nebo, naviješta dolazak Duha Svetoga i daje nadu, da će vjernici jednom prispjeti k njemu u nebo. 
Nekoliko mjeseci kasnije, na putu u Damask, ortodoksni Židov imenom Savao (rimskim imenom Pavao) iz grada Tarza doživio je susret s uskrslim Isusom. Čuo se Isusov glas: "Savle, zašto me progoniš?". Nakon toga se obratio na kršćanstvo. Par godina kasnije, postao je najpoznatiji kršćanski misionar, obratio je stotine ljudi, uspostavio desetke kršćanskih crkvi po Grčkoj i Maloj Aziji i napisao je poslanice, koje su postale dio Novoga zavjeta. Na jednom misionarskom putovanju, Pavao je putovao u Atenu i na Areopagu, zakonodavnoj vlasti u Ateni, tvrdio je, da je preko 500 ljudi vidjelo uskrsloga Krista i da su mnogi od njih tada još bili živi (1 Kor 15, 6). 
Uskrsli Isus isti je Isus, koga su kroz više godina poznavali i slijedili njegovi učenici prije njegove smrti. To se u Evanđeljima vidi po više pojedinosti: Isus pokazuje svoje probodene ruke i rebra, Isus jede ribu i kruh s učenicima na Tiberijandskom jezeru itd. Uskrsli Krist ima i nov način postojanja. Ne ovisi o zemaljskim prirodnim zakonima, kreće se posve slobodno, dolazi i odlazi, dolazi učenicima, koji su bili iza zatvorenih vrata. Prije nego što je uzašao na nebo, uskrli Isus darovao je Duha i ostat će zauvijek prisutan sa svojim učenicima, premda ga više neće susretati na vidljiv način u ukazanjima.

## Stav drugih religija

### Mormonizam
Mormoni vjeruju, da se uskrsli Isus ukazao i u Sjevernoj Americi. Zapis se nalazi u Knjizi Mormona.

### Judaizam
Židovi smatraju, da Isus nije uskrsnuo, već da je Isusovo tijelo sklonjeno iste noći. 

### Islam
Muslimani smatraju, da Isus nije razapet na križ niti ubijen, već da je Bog njegovu dušu i tijelo uzdignuo sebi neposredno prije nego što su njegovi gonitelji došli da ga uhite. O tome u Kuranu stoji:
I kad Alah reče: "O Isa (Isuse), dušu ću ti uzeti i k Sebi te uzdignuti." (Ali Imran, 55)
Isus je tada, kako naučava islam, upitao svoje učenike tri puta koji od njih želi da mu Bog da njegov lik, pa da mu navijeke bude drug u Raju. Sva tri puta se javio samo jedan isti mlađić, kome Bog daje lik Isusov i on biva uhićen i razapet. O tome Kuran kazuje:
I zbog riječi njihovih: "Mi smo Isaa sina Merjemina (Isusa sin Marijina), Alahova poslanika ubili, a nisu ga ni ubili niti su ga razapeli nego im se pričinilo, oni koji se razilaze u mišljenju i oni sami su u sumnji, oni o tome ne znaju ništa nego samo slijede pretpostavke, a oni ga nisu ubili zasigurno." (An-Nisa, 157)
Muslimani također vjeruju da će Isus ponovno sići na zemlju kao predznak Sudnjega dana i kada se pojavi razriješit će sva razilaženja i sumnje vezane za njega, njegovu vjeru, smrt i uskrsnuće.

### Bahá'í
'Abdu'l-Bahá, sin utemeljitelja vjere Bahá'u'lláha, u svojim spisima vjernicima tumači da Isus nije uskrsnuo svojim fizičkim tijelom, već samo duhovnim, te se kasnije tako ukazivao svojim učenicima i sljedbenicima. Između ostalog, 'Abdu'l-Bahá kaže:
"A po pitanju uskrsnuća tijela Kristova, tri dana nakon Njegova odlaska: ovo predstavlja božanska učenja i duhovnu vjeru Njegove Svetosti Krista, koji sačinjavaju Njegovo duhovno tijelo, koje je živo i trajno navijeke." (Ploča br. 192)

## Galerija
- Rafael
- Tizian
- El Greco
- Mario Minniti: Rane

## Unutarnje poveznice
- Uskrs
- Isus

## Vanjske poveznice
- Bruce, FF, The New Testament Documents: Are They Reliable?  Arhivirana inačica izvorne stranice od 18. srpnja 2011. (Wayback Machine), 1985, Downers Grove, IL: InterVarsity Press
- Catholic Encyclopedia, The resurrection of Jesus Christ
- Craig, William Lane, Contemporary Scholarship and the Historical Evidence for the Resurrection of Jesus Christ, 1985, Truth 1 89–95
- Yamauchi, Edwin, Easter: Myth, Hallucination, or History?, 1974, Christianity Today